# Sokołowo (obwód brzeski)
Sokołowo (biał. Сакалова, Sakałowa; ros. Соколово, Sokołowo) – wieś na Białorusi, w obwodzie brzeskim, w rejonie żabineckim, w sielsowiecie Chmielewo.

## Historia
Pod zaborami i II Rzeczypospolitej wieś i majątek ziemski (folwark). W XIX i w początkach XX w. położone było w Rosji, w guberni grodzieńskiej, w powiecie kobryńskim, w gminie Siechnowicze.
W dwudziestoleciu międzywojennym leżało w Polsce, w województwie poleskim, w powiecie kobryńskim, do 18 kwietnia 1928 w gminie Siechnowicze, następnie w gminie Żabinka. W 1921 wieś liczyła 227 mieszkańców, zamieszkałych w 48 budynkach, wyłącznie Polaków. 218 mieszkańców było wyznania prawosławnego i 9 mojżeszowego. Folwark liczył zaś 26 mieszkańców, zamieszkałych w 2 budynkach, wyłącznie Polaków. 10 mieszkańców było wyznania mojżeszowego, 9 rzymskokatolickiego i 7 prawosławnego.
Po II wojnie światowej w granicach Związku Sowieckiego. Od 1991 w niepodległej Białorusi.